# 凱普霍恩 (加利福尼亞州門多西諾縣)
凱普霍恩（英語：Cape Horn）是位於美國加利福尼亞州門多西諾縣的一個非建制地區。該地的面積和人口皆未知。

## 地理
凱普霍恩的座標為39°08′08″N 123°38′07″W / 39.13556°N 123.63528°W，而該地的平均海拔高度為322米（即1056英尺）。